# Sixten Nilsson

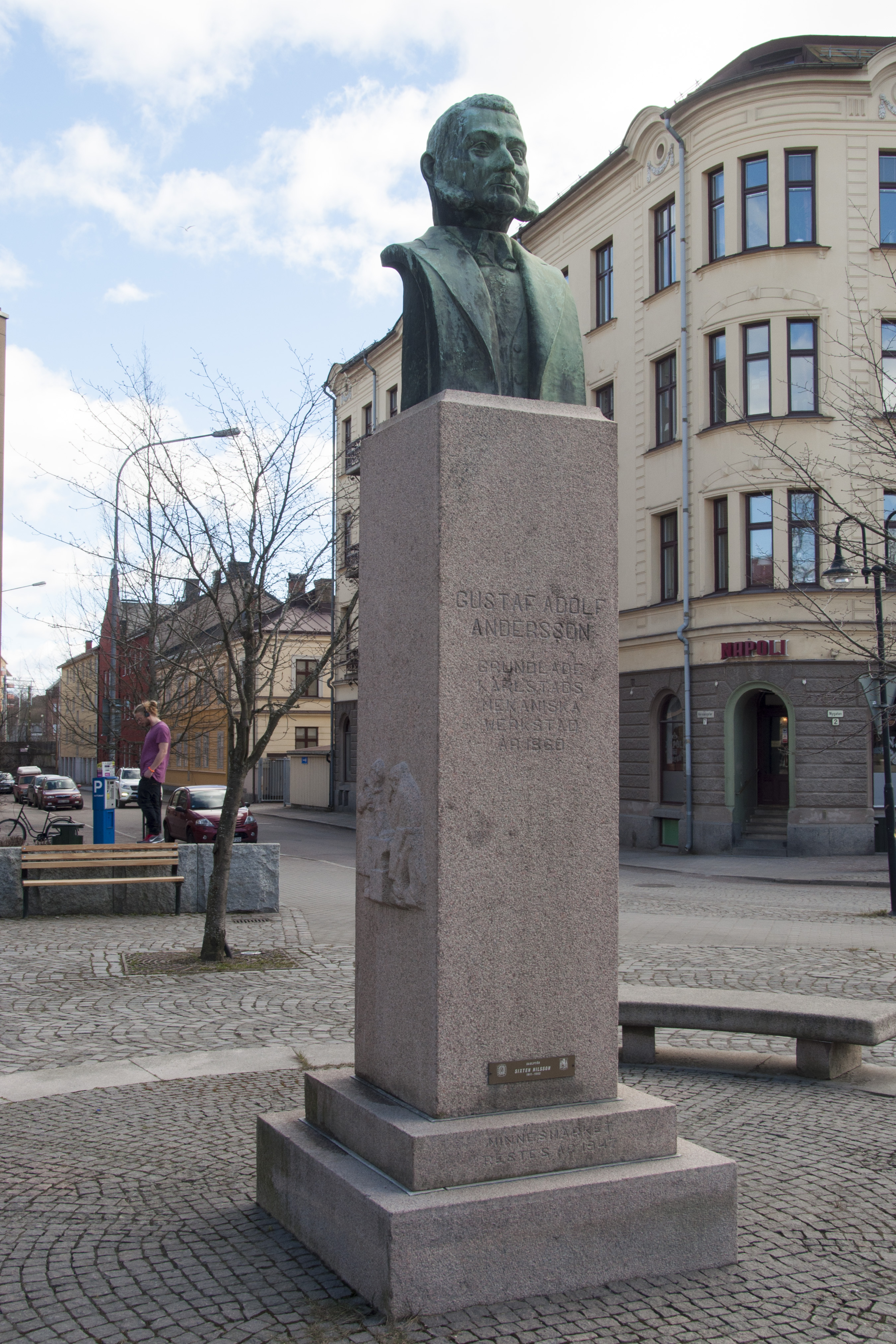
Byst av Gustaf Adolf Andersson KMW:s grundare på Hagatorget av Sixten Nilsson

Sixten Arnold Nilsson, född 21 januari 1911 i Karlstad, Värmland, död 27 mars 1962 i Karlstad, var en svensk tecknare och skulptör. Han var bror till skulptören Nils Nilsson.
Nilsson studerade konst vid Académie Scandinave i Paris 1935 där han hade Despiau som lärare. Åren 1936–1940 studerade han vid Konsthögskolan i Stockholm, därefter vid Escuela Superior de Bellas Artes de San Jorge i Barcelona. Han företog studieresor till Norge, Frankrike och Spanien.
Separat ställde han ut på Värmlands museum i Karlstad 1946 och deltog i Värmlands konstförenings utställningar ett 10-tal gånger. Han utförde mosaikarbeten på ett flertal platser i Sverige, bland annat Mot Kunskapens och ljusets väg på Norrstrandskolan i Karlstad samt en tecknad bildserie i sepia med motiv från landskap och stadsmiljöer i Karlstad.
Bland hans offentliga arbeten märks en byst av Karlstads Mekaniska Werkstads grundare G.A. Andersson på Hagatorget i Karlstad, de sex väggrelieferna Livets skeden på Herrhagsgatan 31 och en Kristusgestalt i Sunne kyrka. Han gjorde två grafiska blad för Folkrörelsernas Konstfrämjande.
Nilsson är representerad på Värmlands museum med ett porträtthuvud av skalden Wenzel Björkhagen, samt i H. M. Konungens handteckningssamling.
Nilsson var lärare i teckning och bildhuggeri vid Karlstads yrkesskola. Han är begravd på Ruds kyrkogård i Karlstad.